# Operatie Frühlingserwachen
Operatie Frühlingserwachen was het laatste grote Duitse offensief tijdens de Tweede Wereldoorlog. Het offensief vond plaats bij het Balatonmeer in Hongarije aan het oostfront van 6 tot 16 maart 1945. De bedoeling van dit ambitieuze offensief was, naast het heroveren van Boedapest, ook de olievelden bij Nagykanizsa en diverse olieraffinaderijen in bezit te krijgen om zo de aardolietoevoer vanuit Hongarije veilig te stellen. Het offensief vond plaats tussen de fronten Heeresgruppe Süd en het 3e Oekraïense Front.

## Voorbereiding

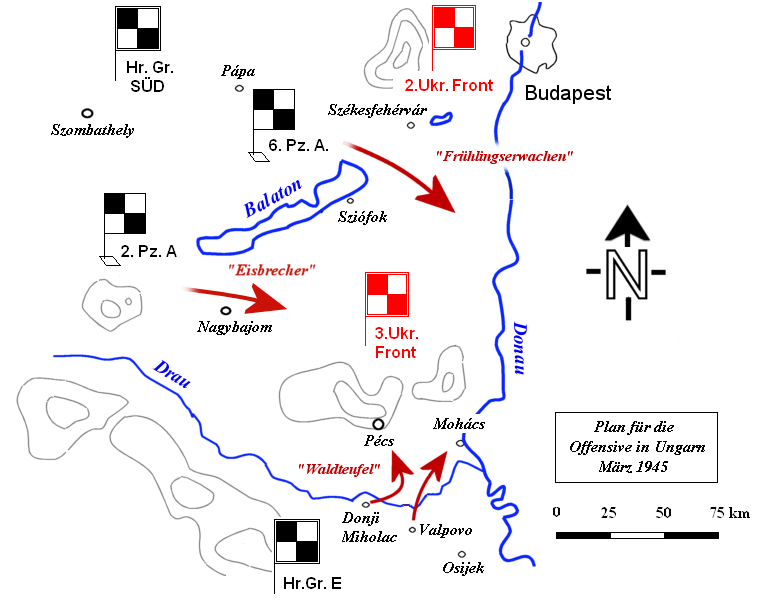
Duitse aanvalsplan

In het diepste geheim bereidden de Duitsers hun offensief voor. Bij dit offensief waren veel Duitse eenheden betrokken die hadden deelgenomen aan het mislukte Ardennenoffensief. Het 6e Pantserleger onder leiding van de Duitse generaal Sepp Dietrich zou de hoofdmacht vormen van de Duitse aanval en moest via het noorden van het Balatonmeer over een breed front oprukken tegenover het 27e Leger. Als ze de rivier Donau bereikt hadden, moest een deel van het leger naar het noorden draaien. Zo zouden ze een speerpunt vormen richting het Sovjet 6e Garde Tankleger en via de Donau Boedapest heroveren. De stad was eerder door de Sovjets veroverd op 13 februari 1945. Het resterende deel van het 6e Pantserleger zou dan naar het zuiden afbuigen en dan via het kanaal Sió aansluiten bij de Duitse Heeresgruppe E. Heeresgruppe E moest via het stadje Mohács naar het noorden doorstoten. Als dit zou lukken, zouden ze de Sovjet 26e en de 57e Legers omsingeld hebben.
Het Duitse 6e Leger moest het Sovjet 26e Leger bezighouden en het Duitse 2e Pantserleger zou het gebied ten zuiden van het Balatonmeer richting Kaposvár bewegen en zo helpen het Sovjet 57e Leger te omsingelen. Het Hongaarse 3e Leger zou vanuit het noorden naar het westen van Boedapest optrekken.

## Opbouw van de legers
Onder leiding van generaal Sepp Dietrich, bestond het Duitse leger uit de volgende onderdelen:
- 6e Pantserleger met onder andere de 1. SS-Panzer-Division Leibstandarte-SS Adolf Hitler
- 2e Pantserleger
- 6e Leger (Armeegruppe Balck)
- Hongaarse 3e Leger (Armeegruppe Balck)
- Verschillende eenheden van Heeresgruppe E

De 3e Oekraïense Front, onder leiding van de Sovjet-maarschalk Fjodor Tolboechin, bestond uit de volgende onderdelen:
- 4e Garde Leger
- 6e Garde Tank Leger
- 9e Garde Leger
- 26e Leger
- 27e Leger
- 46e Leger
- 57e Leger
- Bulgaarse 1e Leger

## Aanval
Op 6 maart startte het offensief onder leiding van het 6e Pantserleger. Ondanks de zeer modderige omstandigheden slaagden de Duitsers erin om effectief aan te vallen. De Sovjets hadden een dergelijke aanval verwacht. Door het verzamelen van hun legers konden ze de aanval op 14 maart tot stilstand brengen. Op dat moment had het 6e Pantserleger de ambitieuze doelstellingen niet gehaald. Het Duitse 2e Pantserleger was reeds eerder tot stilstand gebracht. Heeresgruppe E ontmoette felle weerstand van het Bulgaarse 1e Leger en het Joegoslavische partizanenleger onder leiding van Tito. Ze bereikten niet eens het stadje Mohács.

## Tegenaanval

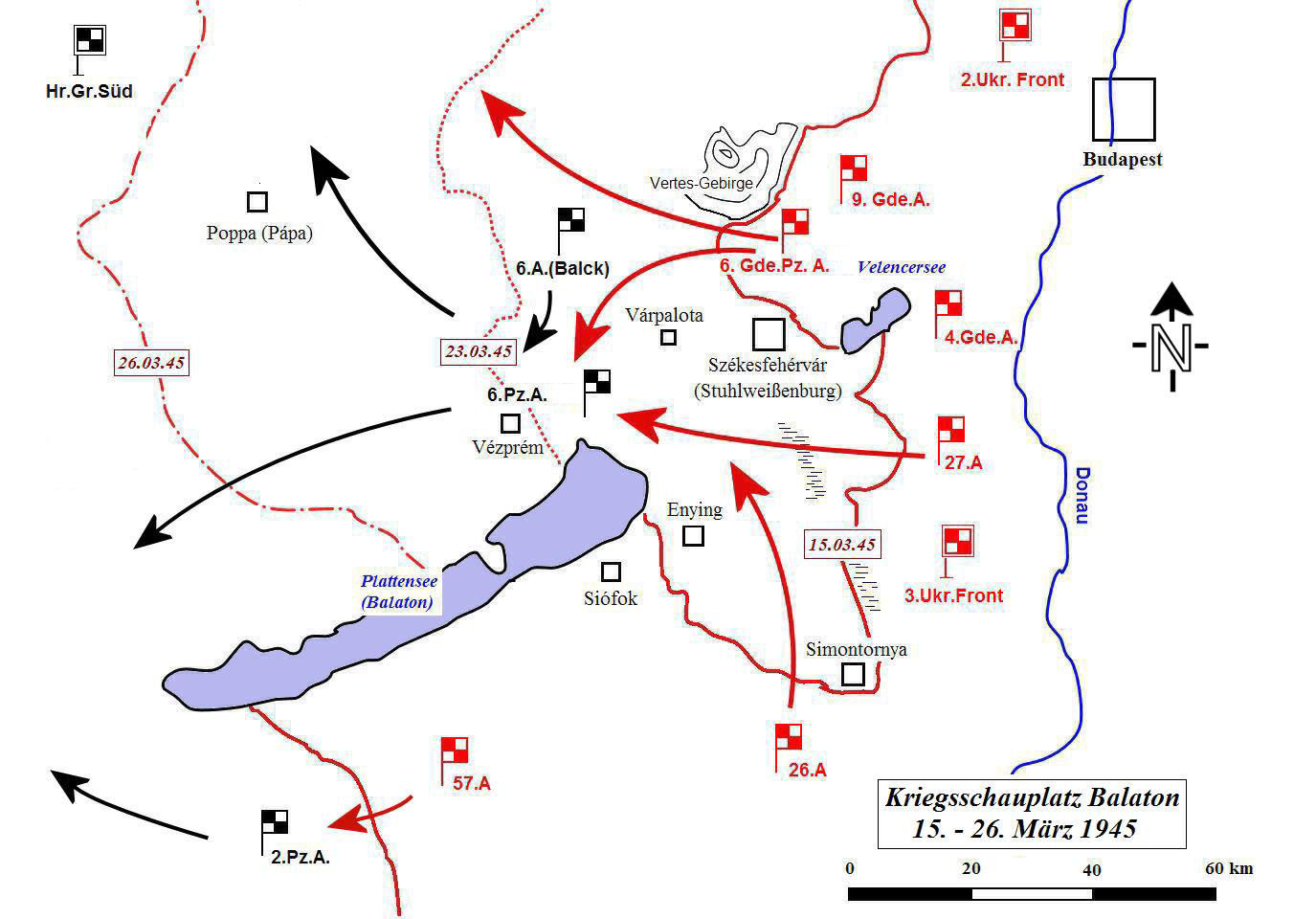
Tegenaanval van de Sovjets

Op 16 maart lanceerde de Sovjets een tegenaanval en binnen 24 uur na de aanval, werden de Duitsers teruggedreven naar hun oorspronkelijke posities die ze hadden voor operatie Frühlingserwachen. Op 22 maart trokken overlevende Duitse troepen zich terug naar posities elders in Hongarije, maar de Sovjets zetten door met hun aanval en werd op 30 maart de grens met Oostenrijk bereikt.
Op 2 april werd de Slag om Wenen gevoerd.

## Resultaat en gevolgen
Operatie Frühlingserwachen was een mislukking voor de Duitse Wehrmacht. Het toonde het roekeloze militaire oordeel van Hitler aan tegen het einde van de oorlog. Daarnaast was het offensief veel te ambitieus van opzet. Niet alleen moest Heeresgruppe Süd Budapest veroveren, maar ook nog de olievelden ten zuiden van het Balatonmeer behouden. Ook werd verwacht dat het 3e Oekraïense Front terug zou trekken naar de Donau als gevolg van het offensief.
De Sovjet-tegenaanval maakte binnen 24 uur alle winsten van het Duitse leger teniet.
Hitler was dusdanig teleurgesteld in het falen van het offensief dat hij de armbandorder uitvaardigde aan Sepp Dietrich. Dit hield in dat de militairen van de 1. SS-Panzer-Division Leibstandarte-SS Adolf Hitler|Leibstandarte de armband met daarop de tekst Leibstandarte Adolf Hitler moesten verwijderen, omdat Hitler beweerde dat zijn "lijfwacht" zich schandelijk had gedragen. Dit werd tegengehouden door Dietrich.